# 아메리칸 패밀리 필즈 오브 피닉스
아메리칸 패밀리 필즈 오브 피닉스(American Family Fields of Phoenix)는 미국 애리조나주 피닉스에 위치한 야구장이다. MLB 밀워키 브루어스의 스프링 트레이닝 장소이다.